# Juana Bolívar Palacios
Juana Nepomucena Bolívar Palacios (Caracas, 16 de mayo de 1779-Caracas, 7 de marzo de 1847) fue una mujer venezolana, conocida principalmente por haber sido hermana del Libertador Simón Bolívar.

## Biografía
Hija de Juan Vicente Bolívar y Ponte y de María de la Concepción Palacios y Blanco. Su padre murió en 1786 y su madre en 1792. El 11 de diciembre de 1792, unos meses después de la muerte de su madre, contrajo  matrimonio con su tío materno Dionisio Palacios y Blanco, con apenas 13 años de edad. En 1814, cuando cae la Primera República huye hacia Curazao junto con sus hijos Jorge Palacios Bolívar, Fernando Palacios Bolívar y Benigna Palacios Bolívar. Su otro hijo, Guillermo Palacios Bolívar y su esposo se quedan luchando en las fuerzas patriotas que operan en los llanos y Oriente del país. También la acompaña en su exilio su hermana María Antonia Bolívar Palacios (junto con su esposo e hijos). De Curazao partirán a la isla de Saint Thomas. En 1815 llegan a Haití. En 1819 regresa a Venezuela, vive primero en Angostura, hoy Ciudad Bolívar y en 1822 se va a Caracas. Su hija Benigna Palacios se casó en 1825 primeras nupcias con el general Pedro Briceño Méndez y, en segundas nupcias, en 1852 con Pedro Amestoy. 
Juana estuvo presente en los actos de repatriación de los restos mortales de su excelso hermano en 1842; con el resto de la familia, se hizo presente en la ceremonia de inhumación de El Libertador, en la cripta de la familia Bolívar, en la Catedral de Caracas.

## Muerte
Juana Nepomucena Bolívar falleció en Caracas, el 7 de marzo de 1847. Su muerte conmovió a la sociedad de Caracas, donde era muy apreciada y respetada. Sus restos fueron enterrados en la misma cripta funeraria de la familia como era la costumbre inveterada de la época. Las causas de su muerte son desconocidas.

## Investigación sobre su parentesco
Ante el descubrimiento de que el ADN mitocondrial de los restos sepultados en la Catedral de Caracas no coincide con el de sus hermanos María Antonia y Simón Bolívar Palacios, se concluyó que Juana no fue hija biológica de María de la Concepción Palacios y ello sería el motivo por el cual la casaron con Dionisio Palacios, por lo que, al ser cierta esta aseveración, éste no era su tío. En todo caso, está documentado que Juan Vicente Bolívar y Ponte tuvo otros hijos antes (y quizás, fuera de su matrimonio).
Siendo Juana Bolívar Palacios la hermana de Simón Bolívar, y siendo que este último no tuvo hijos conocidos, del árbol genealógico de Juana Bolívar Palacios, se sabe quiénes son los descendientes del Libertador.